# روابط بازرگانی روم و هند

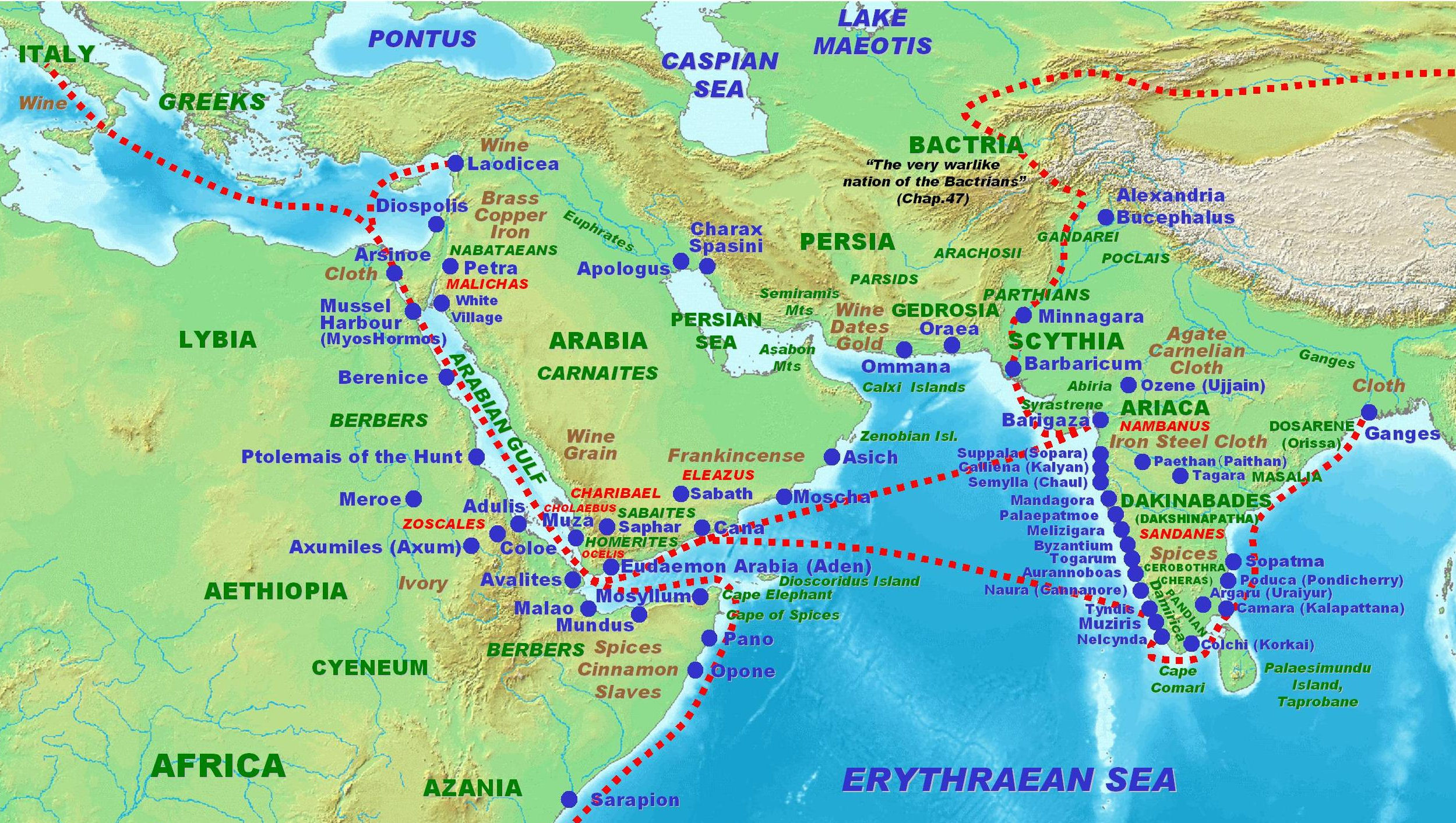
نقشه راه های دریایی روم و هند

جایگزینی پادشاهی‌های یونانی توسط امپراتوری روم به عنوان حاکم حوزه مدیترانه شرقی منجر به تقویت بازرگانی دریایی با شرق و حذف مالیات‌هایی شد که پیش از این توسط واسطه‌های مسیرهای تجاری زمینی گرفته می‌شد.
بازرگانی در مسیرهای زمینی از طریق آسیای صغیر و خاورمیانه با هند، قبل از رونق مسیر بازرگانی جنوبی از طریق دریای سرخ (پس از فتح مصر توسط آگوستوس) نیز انجام می‌شد.
مسیر جنوبی چنان به تقویت بازرگانی بین امپراتوری روم باستان و شبه قاره هند کمک کرد، که جایگزین مسیر بازرگانی زمینی شد.
بازرگانان رومی و یونانی در کشور باستانی تامیل، جنوب هند و سریلانکا کنونی، رفت و آمد داشتند و شهرک‌های بازرگانی ایجاد کردند که بازرگانی با شبه قاره هند را توسط دنیای یونانی-رومی تضمین می‌کرد، و مدت‌ها پس از سقوط امپراتوری روم و از دست دادن بنادر دریای سرخ (که قبلاً از زمان سلسله بطلمیوس برای تأمین امنیت مسیرهای بازرگانی هند استفاده می‌شد) باقی ماندند.
اعراب به رهبری عمرو بن العاص در اواخر سال ۶۳۹ یا اوایل سال ۶۴۰ میلادی وارد مصر شدند که این پیشروی سرآغاز فتح اسلامی مصر بود. تصرف اسکندریه و بقیه کشور، به بازرگانی ۶۷۰ ساله روم با شبه قاره پایان داد.
با این حال، اطلاعات مربوط به شبه قاره هند و تجارت آن در کتب بیزانسی محفوظ مانده‌است و احتمالاً دربار امپراتور همچنان نوعی روابط دیپلماتیک با این منطقه حداقل تا زمان کنستانتین هفتم حفظ کرده‌است.
قسطنطنیه نیز در قرن پانزدهم به دست ترک‌های عثمانی سقوط کرد و این آغازی بود برای کنترل بر مستقیم‌ترین راه‌های بازرگانی بین اروپا و آسیا. عثمانی‌ها تجارت شرق را با اروپا قطع کردند و به نوبه خود منجر به تلاش اروپایی‌ها برای یافتن مسیر دریایی جدید در اطراف آفریقا شدند که عصر اکتشافات اروپایی و در نهایت ظهور مرکانتیلیسم و استعمار اروپا را به وجود آورد.